# Dom Rabinskiego (Tel Awiw)
Dom Rabinskiego (hebr. בית רבינסקי) – zabytkowy dom w osiedlu Lew ha-Ir w zachodniej części miasta Tel Awiw, w Izraelu.

## Historia

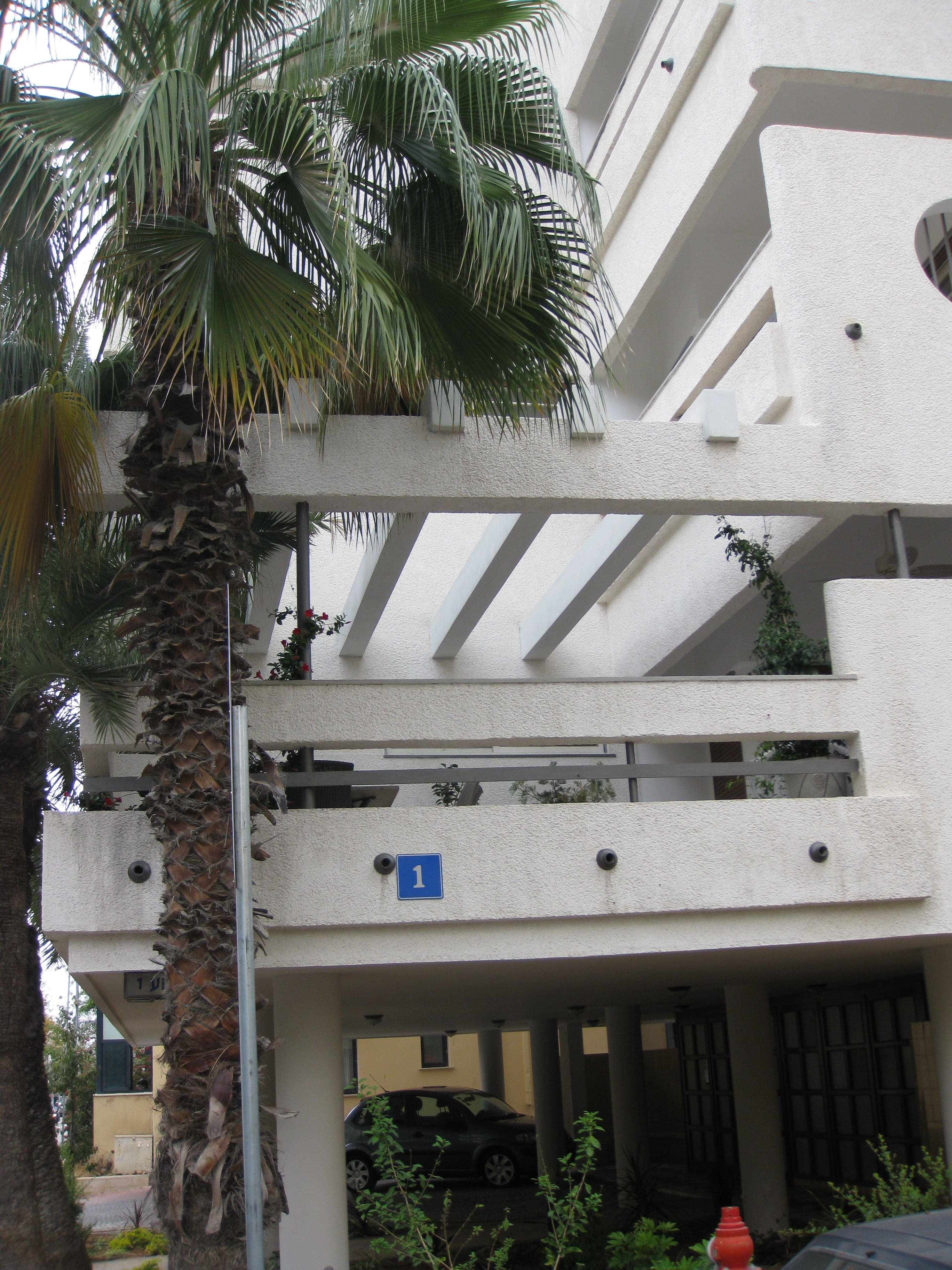
Elementy architektoniczne budynku

Budynek został zaprojektowany przez architekta Lucjana Korngolda. Struktura domu składa się z trzech podstawowych brył geometrycznych - dwóch prostokątnych z przodu i tyłu, spiętych łukiem w formie statku. Budynek posiada liczne balkony i okna w stylu międzynarodowym. Tradycyjnie dom został wzniesiony na palach. W zacienionej przestrzeni pomiędzy betonowymi słupami jest miejsce, w którym można odpoczywać od upału.
Budynek wchodzi w skład zespołu miejskiego Białego Miasta Tel Awiwu, który został w 2003 umieszczony na liście światowego dziedzictwa UNESCO, jako największe na świecie skupisko budynków modernistycznych.